# Åke Åkerlund
Åke Olof Åkerlund, född 1 februari 1887 i Klara församling i Stockholm, död 16 mars 1958 i Kungsholms församling i Stockholm, var en svensk läkare, radiolog och professor.
Åke Åkerlund blev medicine kandidat 1909, medicine licentiat 1916 och medicine doktor 1921. Han blev amanuens vid röntgenavdelningen på Serafimerlasarettet 1914, biträdande läkare där 1917–1919 och överläkare vid röntgenavdelningen på Maria sjukhus i Stockholm 1920–1941. Han verkade också vid Röda Korsets sjukhus från 1927 och var styresman för Maria sjukhus 1937–1940. Åkerlund blev professor i röntgendiagnostik vid Karolinska institutet och överläkare vid röntgendiagnostiska avdelningen på Karolinska sjukhuset 1941.
Han blev 1946 ledamot av Vetenskapsakademien. Han bodde efter 1920 på Listudden, ett av honom moderniserat torp vid sjön Flaten i nuvarande stadsdelen Skarpnäcks gård.
Åkerlund är begravd på Norra begravningsplatsen utanför Stockholm.